# Мак пухленький
Мак пухленький (Papaver tumidulum) — однорічна трав'яниста рослина роду мак (Papaver).

## Ботанічний опис
Стебло 15–50 см заввишки.
Уся рослина темно-зеленого забарвлення, незначне щетинисте запушення на стеблі та листках зберігається до кінця вегетації.
Плід — коробочка, з плоским диском.

## Поширення в Україні
Вид поширений у Криму та у степу. Росте на схилах, пісках, солонцях та на полях. Бур'ян.